# Province de Bolívar (Pérou)
Pour les articles homonymes, voir Bolívar.
La province de Bolívar (en espagnol : Provincia de Bolívar) est l'une des douze  provinces de la région de La Libertad, au Pérou. Son chef-lieu est la ville de Bolívar.

## Géographie
La province couvre une superficie de 1 718,86 km2. Elle est limitée au nord par la région d'Amazonas, à l'est par la région de San Martín, au sud par la province de Pataz et à l'ouest par la province de Sánchez Carrión et la région de Cajamarca.

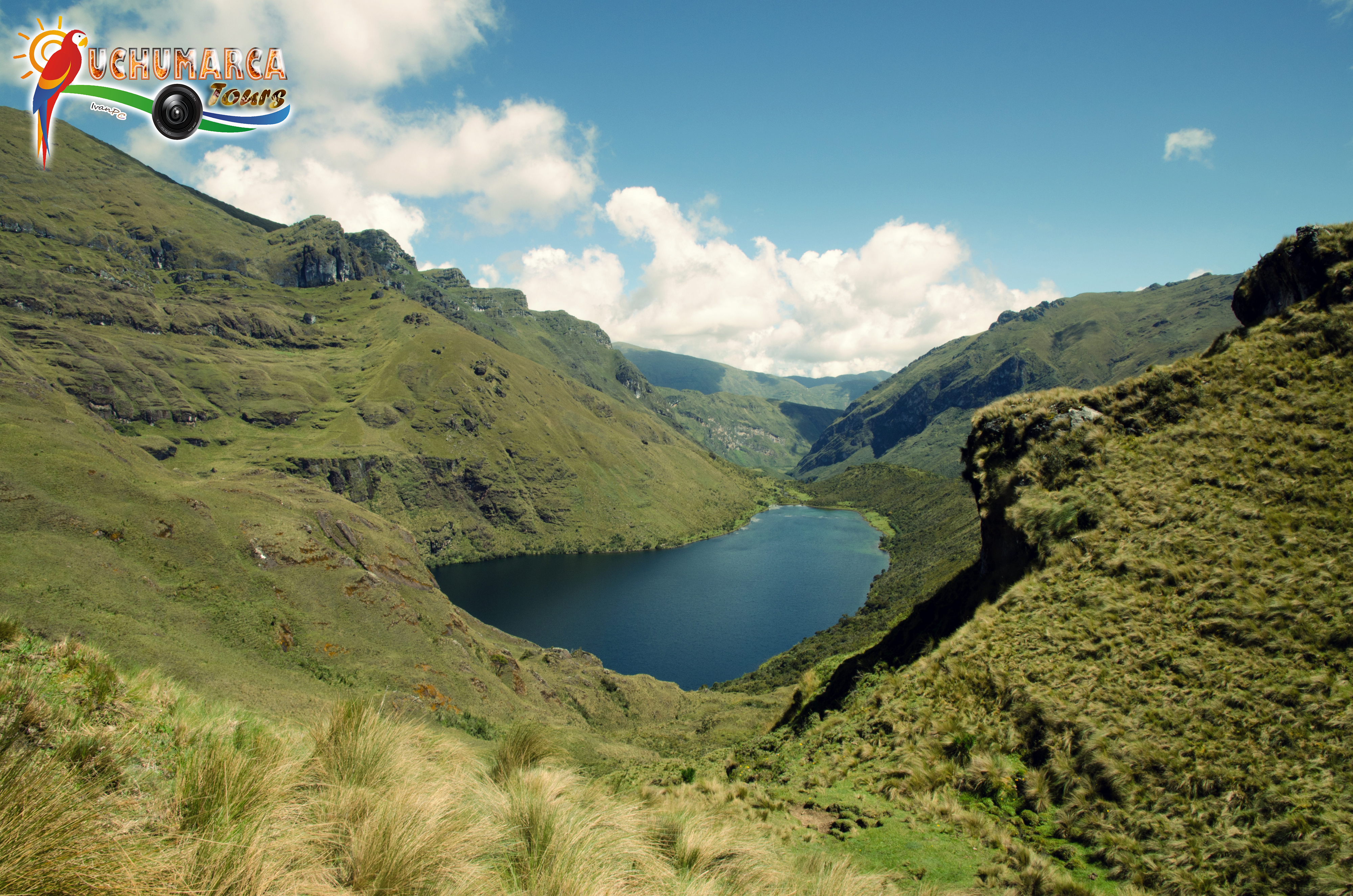
Gran Laguna - Las Quinuas (Uchumarca - La Libertad)

## Histoire
La province fut créée le 20 novembre 1916 sous le nom de « province de Caxamarquilla ». Le 20 mars 1940, elle adopta son nom actuel de province de Bolívar.

## Population
La population de la province s'élevait à 17 550 habitants en 2005.

## Subdivisions
La province de Bolívar est divisée en six districts :
- Bambamarca
- Bolívar
- Condormarca
- Longotea
- Uchumarca
- Ucuncha